# 安宅清康
 安宅清康（あたぎ きよやす，？？—1581年（天正9年）），戰國時代武將。三好氏家臣、曾投效織田氏、毛利氏。

## 生平
安宅清康乃是安宅冬康的次子，安宅信康的弟弟，在兄長安宅信康於天正6年（1578年）病死後，繼承其領地，以洲本城、由良城為據點統領淡路國水軍。但與臣從織田信長的兄長信康不同，安宅清康繼位後不久便倒戈至安藝國毛利家，使淡路國落入毛利輝元手裡。
因此織田信長在天正9年（1581年）11月，派遣羽柴秀吉、池田元助出兵淡路，在11月15日渡海包圍安宅清康的由良城，安宅清康自知不敵，透過蜂須賀家政跟伊木忠次請降，安宅清康戰敗投降後，在池田元助的陪伴下前往安土城參見織田信長，獲得領土安堵